# Englewood (Ohio)
Englewood è una città degli Stati Uniti d'America, situata nello Stato dell'Ohio, nella contea di Montgomery. La città fa parte dell'area metropolitana di Dayton.